# Gmina Uchanie
Uchanie ist eine Landgemeinde im Powiat Hrubieszowski der Woiwodschaft Lublin in Polen. Ihr Sitz ist das gleichnamige Dorf.

## Gliederung
Zur Landgemeinde Uchanie gehören folgende Ortschaften mit einem Schulzenamt:
Aurelin
Białowody
Bokinia
Chyżowice
Drohiczany
Dębina
Feliksów
Gliniska
Jarosławiec
Lemieszów
Łuszczów
Łuszczów-Kolonia
Marysin
Miedniki
Mojsławice
Mojsławice-Kolonia
Odletajka
Pielaki
Putnowice Górne
Rozkoszówka
Staszic
Teratyn
Teratyn-Kolonia
Uchanie-Kolonia
Wola Uchańska
Wysokie

## Persönlichkeiten
- Jakub Uchański (1502–1581), polnischer Bischof.